# El escultor ciego
El escultor ciego (también conocido como Alegoría del tacto o El ciego de Gambazzo) es un cuadro de José de Ribera, «El Españoleto», pintado al óleo sobre lienzo con unas dimensiones de 125 x 98 cm. Firmado y datado en 1632, actualmente se conserva en el Museo del Prado de Madrid.

## Historia
Su origen exacto es desconocido y su primera constancia documentada aparece en un inventario de 1764 de El Escorial. De allí pasó al Museo del Prado en 1837. 
Tradicionalmente esta obra era conocida como el "Ciego de Gambazzo" pues se pensó que se trataba de un retrato del escultor ciego Giovanni Gomelli de Gambazzo, pero esta idea ha sido rechazada ya que cuando se pintó el cuadro, Gambazzo apenas contaba treinta años y el personaje representado es visiblemente mayor.
También se ha especulado con la posibilidad de que se tratara de una representación del filósofo Carnéades que fue capaz, después de quedarse de ciego, de reconocer al dios Pan simplemente palpando el busto de una estatua.
Lo más probable, es que el cuadro perteneciera a alguna de las series que el pintor realizó con el tema de "Los Cinco Sentidos" y este sería una clara personificación del sentido del tacto, por lo que el cuadro también es conocido como "Alegoría del Tacto".

## Descripción y estilo
La obra representa a un hombre, claramente invidente, retratado de más de medio cuerpo que palpa la cabeza de una escultura (se cree que de Apolo). El hombre está representado sobre un fondo neutro en contraste con la brillante iluminación que entra por la izquierda en una clara muestra del estilo tenebrista de Caravaggio. La naturalidad en la expresión del hombre ciego, la concentración en el acto que realiza y el delicado gesto de acariciar la figura, que el maestro valenciano supo captar con total maestría, hacen pensar que el modelo era una persona ciega en la vida real.
En general, la obra está considerada como una de las más significativas de la primera madurez de Ribera, al mismo nivel que el Arquímedes  del Prado.